# Christina Hendricks
Christina Rene Hendricks (Knoxville, 1975. május 3. –) brit–amerikai színésznő, visszavonult modell.

## Élete és pályafutása
A Tennessee állambeli Knoxville-ben született.
A Beggars and Choosers (2001–2002) és a Kevin Hill (2004–2005) című sorozatokban volt visszatérő szereplő, majd 2007-ben főszerepet kapott a Mad Men – Reklámőrültek című drámasorozatban. Egészen a sorozat befejezéséig, 2015-ig a szereplőgárda tagja volt, egyéb díjak és jelölések mellett hat Primetime Emmy-jelölést szerezve. A Mad Men forgatásával egyidőben szerepelt a Drive – Gázt! (2011), a Ginger és Rosa (2012) és a Lost River (2014) című filmekben is.
A Mad Men 2015-ös lezárását követően a Kúria (2015–2016), illetve a Hap és Leonard (2016) című sorozatokban tűnt fel. Az évtized további részében játszott még a Neon démon (2016), a Pofoncsata (2017), a Hívatlanok 2. – Éjjeli préda (2017) és a Toy Story 4. (2019) című filmekben. A televízió képernyőjére A bosszú csillaga és a Cseles csajok című sorozatokkal tért vissza.

## Filmográfia

### Film
| Év   | Magyar cím                   | Eredeti cím                                     | Szerep                          | Magyar hang       |
| ---- | ---------------------------- | ----------------------------------------------- | ------------------------------- | ----------------- |
| 2007 | La Cucina                    | La Cucina                                       | Lily                            |                   |
| 2007 |                              | South of Pico                                   | Angela                          |                   |
| 2010 | A szabadság választása       | Leonie                                          | Catherine                       |                   |
| 2010 | Ilyen az élet                | Life as We Know It                              | Alison Novack                   | Major Melinda     |
| 2011 | A családfa                   | The Family Tree                                 | Alicia                          | Wégner Judit      |
| 2011 | Superman és a Nap-expedíció  | All-Star Superman                               | Lois Lane / Superwoman (hangja) |                   |
| 2011 | A mintatanár                 | Detachment                                      | Ms. Sarah Madison               | Nemes Takách Kata |
| 2011 | Drive – Gázt!                | Drive                                           | Blanche                         | Major Melinda     |
| 2011 | Csak tudnám, hogy csinálja   | I Don't Know How She Does It                    | Allison                         | Major Melinda     |
| 2011 |                              | From Up on Poppy Hill                           | Saori Makimura (hangja)         |                   |
| 2012 | Ginger és Rosa               | Ginger & Rosa                                   | Natalie                         | Németh Borbála    |
| 2012 | Villámcsapás                 | Struck by Lightning                             | April                           | Pikali Gerda      |
| 2014 | God’s Pocket                 | God's Pocket                                    | Jeannie Scarpato                | Hámori Eszter     |
| 2014 | Csingiling és a kalóztündér  | The Pirate Fairy                                | Zarina (hangja)                 | Sipos Eszter Anna |
| 2014 |                              | Lost River                                      | Billy                           |                   |
| 2015 | Sötét helyek                 | Dark Places                                     | Patty Day                       | Pikali Gerda      |
| 2016 | Zoolander 2.                 | Zoolander 2                                     | csábító                         | Mohácsi Nóra      |
| 2016 | Neon démon                   | The Neon Demon                                  | Roberta Hoffman                 |                   |
| 2016 | Tapló télapó 2.              | Bad Santa 2                                     | Diane Hastings                  | Pikali Gerda      |
| 2017 | Pofoncsata                   | Fist Fight                                      | Miss Monet                      | Kovács Patrícia   |
| 2017 | A ferde ház                  | Crooked House                                   | Brenda Leonides                 | Sallai Nóra       |
| 2017 |                              | Pottersville                                    | Connie Greiger                  |                   |
| 2018 |                              | Westwood: Punk, Icon, Activist (dokumentumfilm) | önmaga                          |                   |
| 2018 | Hívatlanok 2. – Éjjeli préda | The Strangers: Prey at Night                    | Cindy                           | Pikali Gerda      |
| 2018 |                              | Egg                                             | Karen                           |                   |
| 2018 |                              | Candy Jar                                       | Amy Skinner                     |                   |
| 2018 | Amerikai nő                  | American Woman                                  | Katherine                       |                   |
| 2019 | Toy Story 4.                 | Toy Story 4                                     | Gabby Gabby (hangja)            | Csuha Borbála     |
| 2020 | Scooby!                      | Scoob!                                          | Jaffe rendőrnő (hangja)         | Andrusko Marcella |

### Televízió
| Év        | Magyar cím                | Eredeti cím               | Szerep                      | Megjegyzések                                                |
| --------- | ------------------------- | ------------------------- | --------------------------- | ----------------------------------------------------------- |
| 1999      | Alul semmi                | Undressed                 | Rhiannon                    | 4 epizód                                                    |
| 1999      |                           | Sorority                  | Fawn                        | próbaepizód                                                 |
| 2000      | Angel                     | Angel                     | felszolgáló                 | 1 epizód                                                    |
| 2000–2001 |                           | Beggars and Choosers      | Kelly Kramer                | 19 epizód                                                   |
| 2001      |                           | Thieves                   | Sunday                      | 1 epizód                                                    |
| 2002      | Vészhelyzet               | ER                        | Joyce Westlake              | 4 epizód                                                    |
| 2002      |                           | The Court                 | Betsy Tyler                 | 6 epizód                                                    |
| 2002      | A televízió aranykora     | The Big Time              | Audrey Drummond             | - tévéfilm - magyar hangja: - Major Melinda                 |
| 2002–2003 | Firefly                   | Firefly                   | Saffron / Bridget / Yolanda | - 2 epizód - magyar hangja: - Németh Kriszta                |
| 2003      |                           | Miss Match                | Sarah                       | 1 epizód                                                    |
| 2003      |                           | Presidio Med              | Claire                      | 1 epizód                                                    |
| 2003      | Életre éhezve             | Hunger Point              | Frannie Hunter              | tévéfilm                                                    |
| 2004      | Tru Calling – Az őrangyal | Tru Calling               | Alyssa                      | 1 epizód                                                    |
| 2004–2005 |                           | Kevin Hill                | Nicolette Raye              | 22 epizód                                                   |
| 2005      | Döglött akták             | Cold Case                 | Esther "Legs" Davis         | 1 epizód                                                    |
| 2006      |                           | Jake in Progress          | Tanya                       | 4 epizód                                                    |
| 2006      | Las Vegas                 | Las Vegas                 | Connie                      | 1 epizód                                                    |
| 2006      | Nyomtalanul               | Without a Trace           | Rachel Gibson               | 1 epizód                                                    |
| 2007      |                           | Notes from the Underbelly | Holly                       | 1 epizód                                                    |
| 2007–2008 | Életfogytig zsaru         | Life                      | Olivia Canton               | 4 epizód                                                    |
| 2007–2015 | Mad Men – Reklámőrültek   | Mad Men                   | Joan Holloway               | - főszereplő (80 epizód) - magyar hangja: - Pikali Gerda    |
| 2011      | A hidegsebész             | Body of Proof             | Karen Archer                | 1 epizód                                                    |
| 2011      | Amerikai fater            | American Dad!             | Naydern (hangja)            | 1 epizód                                                    |
| 2015      | Rick és Morty             | Rick and Morty            | Unity (hangja)              | 1 epizód                                                    |
| 2015–2016 | Kúria                     | Another Period            | Chair (Celine)              | - 17 epizód - magyar hangja: - Solecki Janka                |
| 2016      | Hap és Leonard            | Hap and Leonard           | Trudy                       | - 6 epizód - magyar hangja: - Ruttkay Laura                 |
| 2017–     | A bosszú csillaga         | Tin Star                  | Elizabeth Bradshaw          | - 15 epizód - magyar hangja: - Urbán Andrea                 |
| 2018      | Robotcsirke               | Robot Chicken             | több szereplő hangja        | 1 epizód                                                    |
| 2018      | A Romanov-dinasztia       | The Romanoffs             | Olivia Rogers               | 1 epizód                                                    |
| 2018–2021 | Cseles csajok             | Good Girls                | Beth Boland                 | főszereplő és producer (50 epizód)                          |
| 2020–2021 | Vigyázz, ufók!            | Solar Opposites           | Cherie                      | - főszereplő (5 epizód) - magyar hangja: - Fábián Nikoletta |
| 2023      |                           | The Buccaneers            | Mrs. St. George             |                                                             |

### Videójátékok
| Év   | Cím                     | Szerep              |
| ---- | ----------------------- | ------------------- |
| 2011 | Need for Speed: The Run | Sam Harper (hangja) |

## Fontosabb díjak és jelölések
Primetime Emmy-díj
| Év   | Kategória                                 | Jelölt mű               | Eredmény | Ref.  |
| ---- | ----------------------------------------- | ----------------------- | -------- | ----- |
| 2010 | Legjobb női mellékszereplő (drámasorozat) | Mad Men – Reklámőrültek | Jelölve  | [ 8 ] |
| 2011 | Legjobb női mellékszereplő (drámasorozat) | Mad Men – Reklámőrültek | Jelölve  | [ 8 ] |
| 2012 | Legjobb női mellékszereplő (drámasorozat) | Mad Men – Reklámőrültek | Jelölve  | [ 8 ] |
| 2013 | Legjobb női mellékszereplő (drámasorozat) | Mad Men – Reklámőrültek | Jelölve  | [ 8 ] |
| 2014 | Legjobb női mellékszereplő (drámasorozat) | Mad Men – Reklámőrültek | Jelölve  | [ 8 ] |
| 2015 | Legjobb női mellékszereplő (drámasorozat) | Mad Men – Reklámőrültek | Jelölve  | [ 8 ] |

Screen Actors Guild-díj
| Év   | Kategória                            | Jelölt mű               | Eredmény | Ref.   |
| ---- | ------------------------------------ | ----------------------- | -------- | ------ |
| 2007 | Legjobb szereplőgárda (drámasorozat) | Mad Men – Reklámőrültek | Elnyerte | [ 9 ]  |
| 2008 | Legjobb szereplőgárda (drámasorozat) | Mad Men – Reklámőrültek | Elnyerte | [ 10 ] |
| 2009 | Legjobb szereplőgárda (drámasorozat) | Mad Men – Reklámőrültek | Jelölve  | [ 11 ] |
| 2010 | Legjobb szereplőgárda (drámasorozat) | Mad Men – Reklámőrültek | Jelölve  | [ 12 ] |
| 2015 | Legjobb szereplőgárda (drámasorozat) | Mad Men – Reklámőrültek | Jelölve  | [ 12 ] |

## Fordítás
- Ez a szócikk részben vagy egészben  a   Christina Hendricks című angol Wikipédia-szócikk fordításán alapul.  Az eredeti cikk szerkesztőit annak laptörténete sorolja fel. Ez a jelzés csupán a megfogalmazás eredetét és a szerzői jogokat jelzi, nem szolgál a cikkben szereplő információk forrásmegjelöléseként.
- Ez a szócikk részben vagy egészben  a   Christina Hendricks on screen and stage című angol Wikipédia-szócikk fordításán alapul.  Az eredeti cikk szerkesztőit annak laptörténete sorolja fel. Ez a jelzés csupán a megfogalmazás eredetét és a szerzői jogokat jelzi, nem szolgál a cikkben szereplő információk forrásmegjelöléseként.
- Ez a szócikk részben vagy egészben  a   List of awards and nominations received by Christina Hendricks című angol Wikipédia-szócikk fordításán alapul.  Az eredeti cikk szerkesztőit annak laptörténete sorolja fel. Ez a jelzés csupán a megfogalmazás eredetét és a szerzői jogokat jelzi, nem szolgál a cikkben szereplő információk forrásmegjelöléseként.